# Fabius Schach

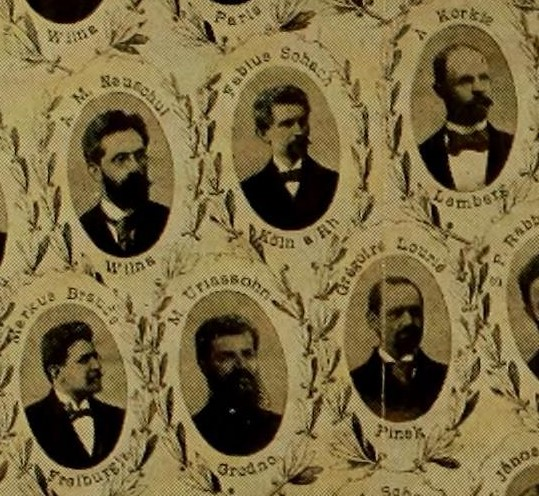
Fabius Schach auf dem Bild der Teilnehmer des Ersten Zionistenkongresses 1897

Fabius Schach (geboren 10. Januar 1868 in Wexna, Litauen, Russisches Kaiserreich; gestorben 1930 an einem unbekannten Ort oder am 3. Oktober 1942 im Ghetto Theresienstadt) war ein deutscher Zionist.

## Leben
Fabius Schach besuchte die Jeschiwa und ging dann zum Studium nach Riga und nach Berlin. Max Bodenheimer vermittelte ihm 1893 eine Stelle als Hebräischlehrer in Köln. Zusammen mit Moritz Levy, David Wolffsohn und Rahel Apfel gründeten sie die „National-Jüdische Vereinigung“, aus der 1897 die Zionistische Vereinigung für Deutschland hervorging. 1893 veröffentlichte er die Kampfschrift Volks- oder Salonjudenthum? Schach besuchte 1897 den 1. Zionistenkongress und beteiligte sich an der Formulierung des Basler Programms.
Schach und Theodor Herzl überwarfen sich, und Schach arbeitete die nächsten Jahre in Karlsruhe und in Berlin. 1914 schrieb er einen Essay über das gestörte Verhältnis zwischen den West- und Ostjuden in Deutschland in der Zeitschrift Ost und West. Von 1911 bis 1915 war er Herausgeber der unabhängigen Zeitschrift Israelitisches Wochenblatt : Zentral-Organ für die gesamten Interessen des Judentums. Während des Ersten Weltkrieges arbeitete er als Herausgeber in Hamburg.
Über Schachs weiteres Leben liegen keine schlüssigen Informationen vor. Laut dem Personenartikel in der Encyclopaedia Judaica hat er bis 1930 gelebt. Laut den überlieferten Akten aus dem Ghetto Theresienstadt wurde er am 15. September 1942 aus der Zwangswohnung in der Berliner Dahlmannstraße 24 nach Theresienstadt deportiert und ist dort am 3. Oktober 1942 an den Haftbedingungen gestorben. Die Suchfunktion im Katalog der Deutschen Nationalbibliothek zeigt 7 katalogisierte Zeitschriftenbeiträge im vom Jüdischen Kulturbund in Deutschland herausgegebenen „Jüdischen Nachrichtenblatt“ aus den Jahren 1936 bis Mai 1941 an.
Seine Schwester Myriam Schach (1867–1956) war eine Zionistin in Frankreich.

## Schriften (Auswahl)
- Eine auferstandene Sprache, litterarische Skizze von Fabius Schach. H. Schildberger, Berlin 1892.
- Volks- oder Salonjudenthum? Schildberger, Berlin 1893.
- Der Antisemitismus der Gegenwart und seine Abwehr, ein Weckruf an die deutschen Juden von F.S. K. Glitscher, Mülheim a R. 1895.
- Die Ausländerfrage in Deutschland. In: Ost und West, Mai 1902, Sp. 305–316.
- Ueber die Zukunft Israels – eine kritische Betrachtung. Poppelauer, Berlin 1904.
- Die „Fremdenfrage“: (zum Fall Duisburg). In: Ost und West, Januar 1914, Sp. 9–20.
- Jüdische Kriegshelden. In: Ost und West. Illustrierte Monatsschrift für das gesamte Judentum. Bd. 16 (1916), Nr. 2–3, Februar–März 1916, Sp. 115–122 (Digitalisat).
- Sich wiederfinden! In: Der Schild[5], Nr. 19, 13. Oktober 1933, S. 171/172.
- Das Buch Ruth. In: Jüdisches Nachrichtenblatt, 30. Mai 1941, S. 5 DNB.